# Movimento carismatico
Per Movimento Carismatico si intende un movimento che a partire dagli anni sessanta ha assunto una dimensione interconfessionale nell'ambito del Cristianesimo e il cui scopo è l'adozione dei carismi all'interno delle chiese in cui le varie comunità ed associazioni carismatiche operano. "Carismatico" è una parola generica, che descrive quei cristiani che ritengono che le manifestazioni dello Spirito Santo viste nei primi tempi della Chiesa (parlare in altre lingue, guarigioni, miracoli) siano ancora possibili per i Cristiani di oggi, e andrebbero sperimentati come allora.
L'"incontro di preghiera" è il momento portante di questa esperienza ecclesiale: in questi incontri l'esperienza interiore dello Spirito Santo, a detta degli aderenti, si accompagna a particolari manifestazioni dei doni dello Spirito, come la guarigione, il parlare in varie lingue o la profezia.

## Storia
Per molti secoli nelle Chiese cristiane si è diffusa la convinzione che l'attività carismatica sia finita con la morte degli apostoli. Secondo alcuni (Chiesa ortodossa), i santi manifesterebbero ancora questi carismi mentre secondo altri queste manifestazioni dello Spirito si sarebbero attenuate, se non cessate del tutto per principio (soprattutto nel Calvinismo o nella Chiesa Cristiana Evangelica dei Fratelli), essendo considerati doni utili solo a quel tempo per iniziare e consolidare la Chiesa cristiana (e quindi i cosiddetti doni carismatici oggi sarebbero falsi o addirittura satanici).
L'azione dello Spirito Santo è attestata già nell'Antico Testamento: il Credo di Nicea infatti afferma che lo Spirito Santo "ha parlato per mezzo dei profeti". Ultimo profeta vetero-testamentario, secondo la comune visione cristiana, sarebbe stato Giovanni il Battista.
I doni dello Spirito Santo, secondo la dottrina cristiana, si sono invece manifestati "collettivamente" il giorno di Pentecoste, quando avvenne l'effusione dello Spirito Santo sugli apostoli e Maria riuniti nel Cenacolo dopo la Resurrezione di Cristo (Atti degli Apostoli 2,1-4).
Nella lunga e variegata storia del Cristianesimo ci sono stati, in tutti i periodi storici, gruppi e comunità che si sono considerati guidati direttamente da Dio attraverso la manifestazione dello Spirito. La gerarchia ecclesiastica ha guardato sempre con molta diffidenza a pratiche "spirituali" di massa. Soprattutto nella Chiesa cattolica e in quella ortodossa le manifestazioni mistiche erano accettate da parte di singoli, soprattutto religiosi (frati, suore, monaci), ma fino al XIX secolo non sono mai nati movimenti "riconosciuti" che facessero dell'invocazione e dell'ispirazione dello Spirito Santo il centro della propria attività.

## Cattolicesimo
Il rinnovamento carismatico ha inizio materialmente negli Stati Uniti entrando in contatto con la comunità evangelica; la prima comunità che espressamente si rifaceva allo Spirito Santo fu quella delle Oblate dello Spirito Santo, fondate dalla beata Elena Guerra.
Elena Guerra fondò a Lucca, nel 1882, quest'ordine, che ha rappresentato, come attestato dalle lettere tra Elena Guerra e papa Leone XIII, la premessa del risveglio spirituale del XX secolo, concretizzato dai movimenti carismatici. Dietro suggerimento della beata, Leone XIII decise di dedicare il secolo nascente allo Spirito Santo; lo fece cantando solennemente, il 1º gennaio 1901, a nome della Chiesa intera, l'inno Veni Creator Spiritus, affinché lo Spirito Santo riunisse tutti i cristiani in una sola Chiesa, come desiderato da Gesù nell'ultima cena (Giovanni 17,11.20-21).
Il risveglio carismatico cattolico è sorto sulla scia del rinnovamento generato dal Concilio Vaticano II. Gli storici cattolici infatti, pur tenendo conto dell'ininterrotta attività carismatica presente nella Chiesa cattolica, ritengono opportuno collocare l'inizio del rinnovamento carismatico cattolico nel 1967, con gli eventi mistici di un gruppo di studenti dell'università cattolica Duquesne dello Spirito Santo di Pittsburgh, in Pennsylvania (Stati Uniti d'America).
Qui, tra la fine del 1966 e l'inizio del 1967, grazie ad alcuni docenti e studenti di università cattoliche americane, sulla scia dell'esperienza carismatico-protestante o pentecostale, sono sorti i primi gruppi che si sono identificati come "carismatici" cattolici.
Appartiene a questa tipologia il movimento denominato Rinnovamento Carismatico Cattolico. Esso è diffuso in molte nazioni: si calcola che gli aderenti siano circa 20 milioni. A Roma vi è il centro di coordinamento internazionale. Un importante centro, con centinaia di fedeli partecipanti con costanza si trova a Pontassieve. Più che un unico movimento il Rinnovamento Carismatico Cattolico, va inteso come una rete di movimenti.
Papa Francesco, che incontra annualmente i rappresentanti di questi gruppi, che contano oggi centinaia di milioni di fedeli in tutto il mondo, li ha definiti "il nuovo sale della terra" per la grande fede, per il proselitismo, per l'attaccamento alla Parola di Dio e all'eucaristia, così come per la grande e fervente assiduità di partecipazione alla messa.

## Evangelici Carismatici
Chiesa Evangelica della Riconciliazione
La Chiesa Evangelica della Riconciliazione nasce tra il 1977 e il 1979 ad opera di alcuni leader di varia estrazione evangelica tra i quali emerge Giovanni Traettino, già pastore evangelico battista; in seguito alla sua esperienza carismatica diviene pastore della Comunità cristiana di Caserta. Il nuovo movimento si avvale del contributo del pastore svizzero Ernest Daniel Bretscher, del teologo britannico Geoffrey Allen ed altri per la nascita della Comunità cristiana di Caserta vero laboratorio del movimento, sede di una casa editrice e della redazione della rivista "Tempi di Restaurazione" . Nel corso di una serie di conferenze, denominate "Spirito e Vita", vengono definite teologia e spiritualità della Chiesa della Riconciliazione. Dai primi anni '90 il movimento si apre al dialogo con il "Rinnovamento nello Spirito Santo" cattolico RnS Italia (in particolare la "Comunità di Gesù" di cui è fondatore Matteo Calisi). Il dialogo con la Chiesa Cattolica culmina con la storica visita di Papa Francesco alla comunità di Caserta il 28 luglio 2014.
Chiesa Cristiana evangelica Calvary Chapel
In Italia, la comunità di Montebelluna inizia con l’arrivo di un missionario americano e della sua famiglia nel 1996. I primi battesimi sono nel 1998, e la comunità cresce, con un’attività missionaria anche a Padova, mentre un’attività autonoma è stata sviluppata da missionari americani a Roma.

## Carismatici e Pentecostali
Il risveglio pentecostale va distinto da quello carismatico in primis per la dottrina. I pentecostali si rifanno all'esperienza del battesimo nello Spirito Santo biblicamente riportata negli Atti degli Apostoli, al Capitolo 2, con il segno iniziale della xenoglassia (il parlare in lingue "conosciute", diversamente alla glossolalia, ossia  lingue sconosciute) e il movimento pentecostale prende vita in modo spontaneo principalmente dalle comunità battiste negli USA agli inizi del '900 per poi costituirsi in comunità autonome. Il movimento carismatico è un flusso di cristianesimo evangelico che enfatizza i doni dello Spirito Santo . Iniziata nei primi anni '60 negli Stati Uniti, la "seconda ondata" ha influenzato le chiese di tutte le denominazioni cristiane e ha contribuito a stabilire chiese evangeliche indipendenti. Il movimento differisce dal pentecostalismo per non fare del parlare in lingue (glossolalia) una prova necessaria del battesimo dello Spirito Santo, annunciato da Gesù e per dare un posto importante alla diversità dei doni dello Spirito Santo . I carismatici, dunque, accentuano il ruolo dello Spirito Santo e della sua esperienza glossolalica ma non necessariamente come segno iniziale. Alcuni restano pienamente inseriti nel contesto della Chiesa Cattolica o delle altre Chiese cristiane tradizionali, adottando comunque anche loro la pratica del canto e del parlare in lingue. Altri non si trovano nelle Chiese tradizionali e costituiscono Chiese a sè stanti.

## Dottrina ecclesiologica
Il Rinnovamento Carismatico Cattolico è a volte per alcuni di difficile interpretazione, ma in realtà i carismatici fanno parte delle Chiesa cattolica a tutti gli effetti, per cui non formano una Chiesa propria. L'invocazione dello Spirito Santo durante la preghiera dei carismatici cattolici non li mette ai margini della Chiesa cattolica, né li pone al di fuori di essa, anzi, ne fa "una chance per la chiesa e per il mondo" (Paolo VI, Discorso ai partecipanti al III Congresso Internazionale del Rinnovamento Carismatico Cattolico).
Già nel IV secolo, rispondendo ai donatisti, eretici dei secoli I-IV, sant'Agostino d'Ippona distingue due livelli della Chiesa:
- la Chiesa come società dei santi
- la Chiesa come società visibile.

In Sant'Agostino il primo livello di Chiesa designa l'aspetto interiore, ossia quello che s'identifica con lo Spirito Santo e unisce in maniera invisibile tutti quelli che vivono secondo lo Spirito. Di questa Chiesa, secondo Agostino, parla Dio nel Cantico 6,9.

La società dei santi, o Ecclesia Spiritualis, non è separata dal corpo più grande e visibile che è la società visibile, o Ecclesia carnalis. Tra le due non ci dovrebbe essere incompatibilità. C'è, però, sicuramente una differenza di livello, nel senso che si può apparire dentro la Chiesa ed esserne invece, spiritualmente, fuori; come si può essere visibilmente fuori dalla Chiesa e, spiritualmente, dentro. Dice a tal proposito Agostino: 
(Sant'Agostino d'Ippona)
A partire dalla spiegazione di Agostino è possibile fare un passo ulteriore nella ecclesiologia carismatica, evidenziando il suo Spirito ecumenico impareggiabile. Commenta il predicatore della casa pontificia, padre Raniero Cantalamessa:
(Raniero Cantalamessa)

## Caratteristiche
I gruppi carismatici evidenziano le seguenti caratteristiche:
1. la nostalgia della Chiesa primitiva;
2. il desiderio di recuperare il soffio potente dello Spirito che ritengono sgorgasse liberamente in seno alla Chiesa dei primi secoli;
3. l'accento sulla relazione personale con Gesù e sulla vita nello Spirito Santo con i suoi frutti e i suoi carismi;
4. la testimonianza di una fede viva e operante;
5. la pratica, quasi sempre, del noto stile di preghiera spontanea, attraverso preghiere in lingue, canti, balli, abbandono allo Spirito e direzione "dall'alto";
6. manifestazioni soprannaturali.

## Doni carismatici
Il movimento carismatico ama riferirsi al passo biblico di Gioele 3,1-5, peraltro citato nel discorso di Pietro apostolo del giorno di Pentecoste (Atti degli Apostoli, 2,16-21), in cui i doni dello Spirito sono la profezia, le visioni e i sogni.
Le lettere di Paolo enumerano varie volte, in maniera informale, i doni dello Spirito:
- linguaggio della sapienza, linguaggio di scienza, fede, fare guarigioni, miracoli, profezia, distinguere gli spiriti, varietà delle lingue, interpretazione delle lingue (Prima lettera ai Corinzi, 12,4-11[6])
- apostolato, profezia, essere maestri, compiere miracoli, fare guarigioni, doni di assistenza, di governare, delle lingue (Prima lettera ai Corinzi, 12,28[7]
- amore, gioia, pace, pazienza, benevolenza, bontà, fedeltà, mitezza, dominio di sé (frutti dello Spirito, Lettera ai Galati 5,22[8]).

## Spiritualità
L'esperienza dei carismatici mostra come lo Spirito Santo doni la libertà spirituale di amare secondo il cuore di Cristo: ha dato loro la forza di abbandonare l'alcool, la droga, gli abusi sessuali, ma anche i sentimenti di odio, le vecchie gelosie, rendendoli capaci di amare. Religiosi e religiose hanno ritrovato fervore nella loro vocazione; molti preti hanno riscoperto il loro sacerdozio e per altri il celibato, vissuto prima come un peso intollerabile, è divenuto una forza che li sostiene.
Parallelamente a questa libertà interiore, lo Spirito Santo dona ai cristiani una nuova freschezza nella fede, una nuova semplicità, un nuovo entusiasmo.
Una delle tappe del cammino carismatico è la preghiera di effusione dello Spirito Santo. Tante testimonianze parlano del fatto che l'esperienza dell'effusione dello Spirito è stata un punto di partenza, da cui è nata una nuova sete di incontrare Gesù nella preghiera personale, di lodarlo e non più soltanto di domandargli qualcosa.
Per alcuni, l'effusione dello Spirito Santo, o battesimo di Spirito Santo, viene vissuta come un'esperienza mistica, generando un "prima" e un "dopo". Per altri no. Ciò che conta è che, al di là dell'esperienza soggettiva che si vive durante la preghiera d'effusione, il cammino personale che porta a consolidare più o meno intensamente il rapporto con Gesù Cristo doni uno sguardo nuovo sulle altre persone, sulla Chiesa, sulla Sacra Scrittura, sulla glossolalia.